# Distrito de Kamo
Kamo (加茂郡, Kamo-gun) é um distrito japonês localizado na província de Gifu.
Em 2008 o distrito tinha uma população estimada em 54 845 habitantes e uma densidade populacional de 89,2 h/km². Tem uma área total de 615,17 km².

## Vilas e aldeias
- Hichisō
- Higashishirakawa
- Kawabe
- Sakahogi
- Shirakawa
- Tomika
- Yaotsu